# Taylan
Taylan ist ein türkischer männlicher und weiblicher Vorname mit der Bedeutung „von kräftigem Wuchs, mit reinem Herzen“ sowie ein Familienname.

## Namensträger

### Männlicher Vorname
- Taylan Antalyalı (* 1995), türkischer Fußballspieler
- Taylan Aydoğan (* 1983), deutsch-türkischer Fußballspieler
- Taylan Burcu (* 1985), deutscher Politiker (Bündnis 90/Die Grünen)
- Taylan Duman (* 1997), deutsch-türkischer Fußballspieler
- Taylan Eliaçık (* 1984), türkischer Fußballspieler
- Taylan Öney (1947–2016), deutscher Mediziner
- Taylan Uzunoğlu (* 1982), türkischer Fußballspieler

### Familienname
- Kamil Taylan (* 1950), deutsch-türkischer Fernsehjournalist, Soziologe und Krimiautor
- Muhittin Taylan (1910–1983), türkischer Jurist
- Nurcan Taylan (* 1983), türkische Gewichtheberin